# 121 (getal)
121 is het natuurlijke getal volgend op 120 en voorafgaand aan 122.

## In de wiskunde
Honderdeenentwintig is:
- het kwadraat van 11 en daarmee het elfde kwadraatgetal
- {\displaystyle 3^{0}+3^{1}+3^{2}+3^{3}+3^{4}}
- een Smithgetal

## Overig
Honderdeenentwintig is ook:
- geschreven in het tientallig stelsel én achttallig stelsel een palindroom
- het aantal vakjes van het spel Halma en het aantal stenen bij het spel Zatre
- het aantal punten dat je nodig hebt om cribbage te winnen
- het aantal dagen van de eerste vier maanden van een schrikkeljaar
- het jaar A.D. 121.
- het jaar 121 v.Chr.
- een waarde uit de E-reeksen E48, E96 en E192